# 파톤교

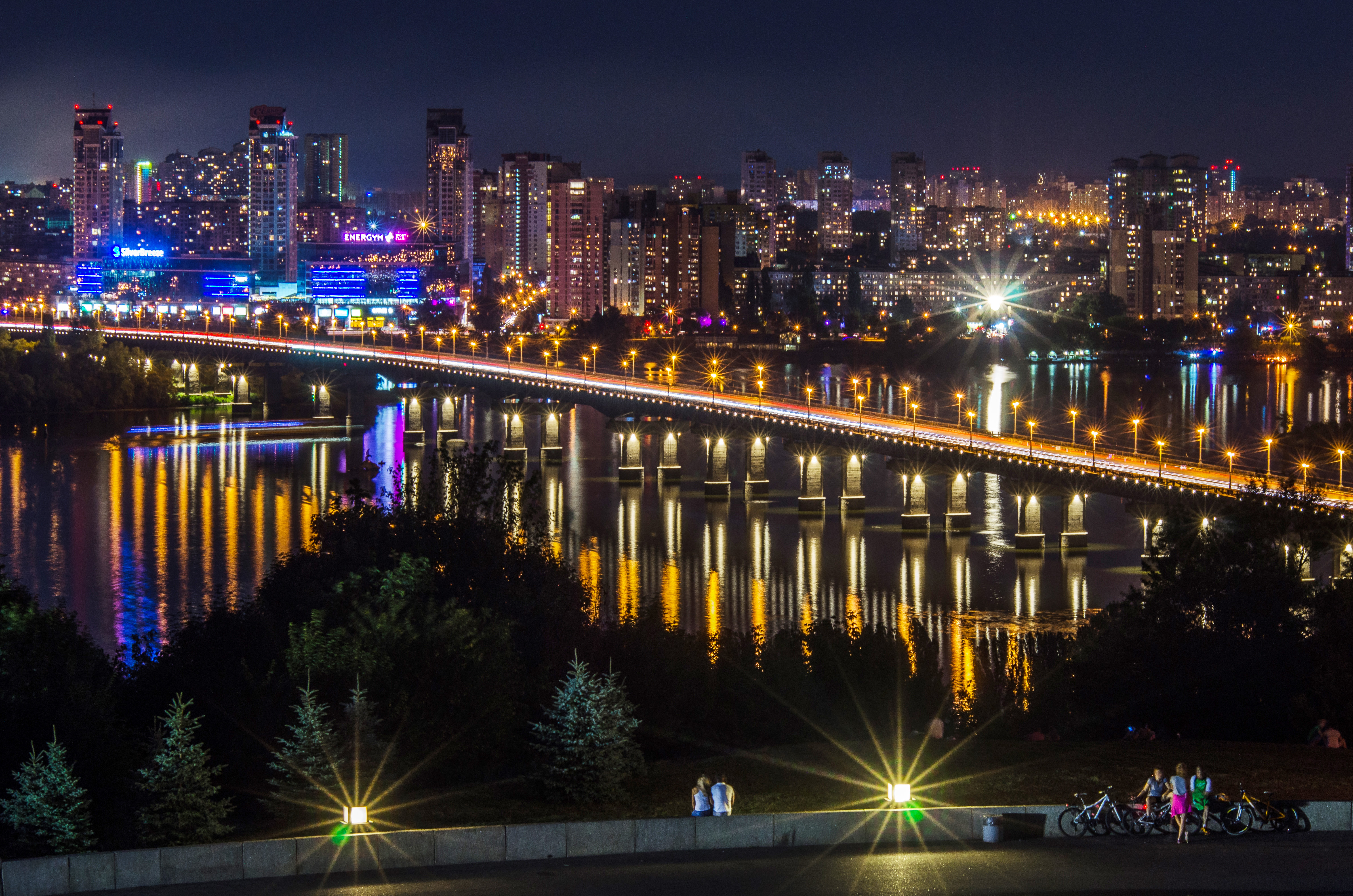
파톤교

파톤교(우크라이나어: Міст Патона)는 우크라이나 키이우에 있는 교량으로, 드니프로강을 가로지른다. 건설자 예우헨 파톤의 이름을 따서 명명되었다. 1941년과 1953년 사이에 건설된 이 다리는 세계 최초의 전용접 다리 중 하나이며, 길이가 1,543 미터 (5,062 ft)에 달하는 키이우에서 가장 긴 다리다. 이 다리를 가로지르는 교통은 1953년 11월 5일에 개통되었다.